# Bertil Ringqvist

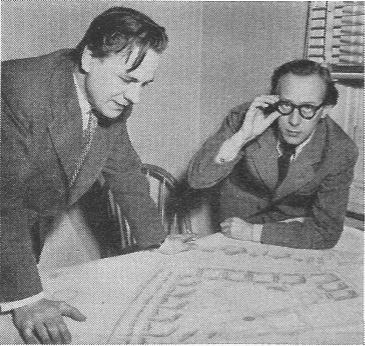
Eric Ahlin och Bertil Ringqvist.

Bertil Gottfrid Ringqvist, född 28 juni 1916 i Göteborg, död 3 oktober 1987 i Oscars församling i Stockholm, var en svensk arkitekt.

## Biografi
Ringqvist fick sin utbildning till arkitekt 1940 vid Chalmers Tekniska Högskola i Göteborg. Han hade sin egen verksamhet i Stockholm och arbetade ofta ihop med arkitekt Eric Ahlin.
Till hans arbeten räknas bland annat bostadsområdet på Nybohovsberget i Stockholm, som uppfördes av Hyreshus i Stockholm AB på 1960-talet. Nybohovs bebyggelse med sina sex punkthus har blivit ett karakteristiskt inslag i stadsbilden i Liljeholmen. På Södermalm i Stockholm stod han för bostadshuset i kvarteret Ögonmåttet vid Magnus Ladulåsgatan.  I Oxelösund formgav han bostadsområdet Övre Frösäng och i Norrköping bostadsområdet Såpkullen, det senare tillsammans med Eric Ahlin. Han ritade även byggnader för vårdcentraler, barndaghem och andra sociala inrättningar. Ringqvist är begravd på Norra begravningsplatsen utanför Stockholm.

## Bilder (verk i urval)

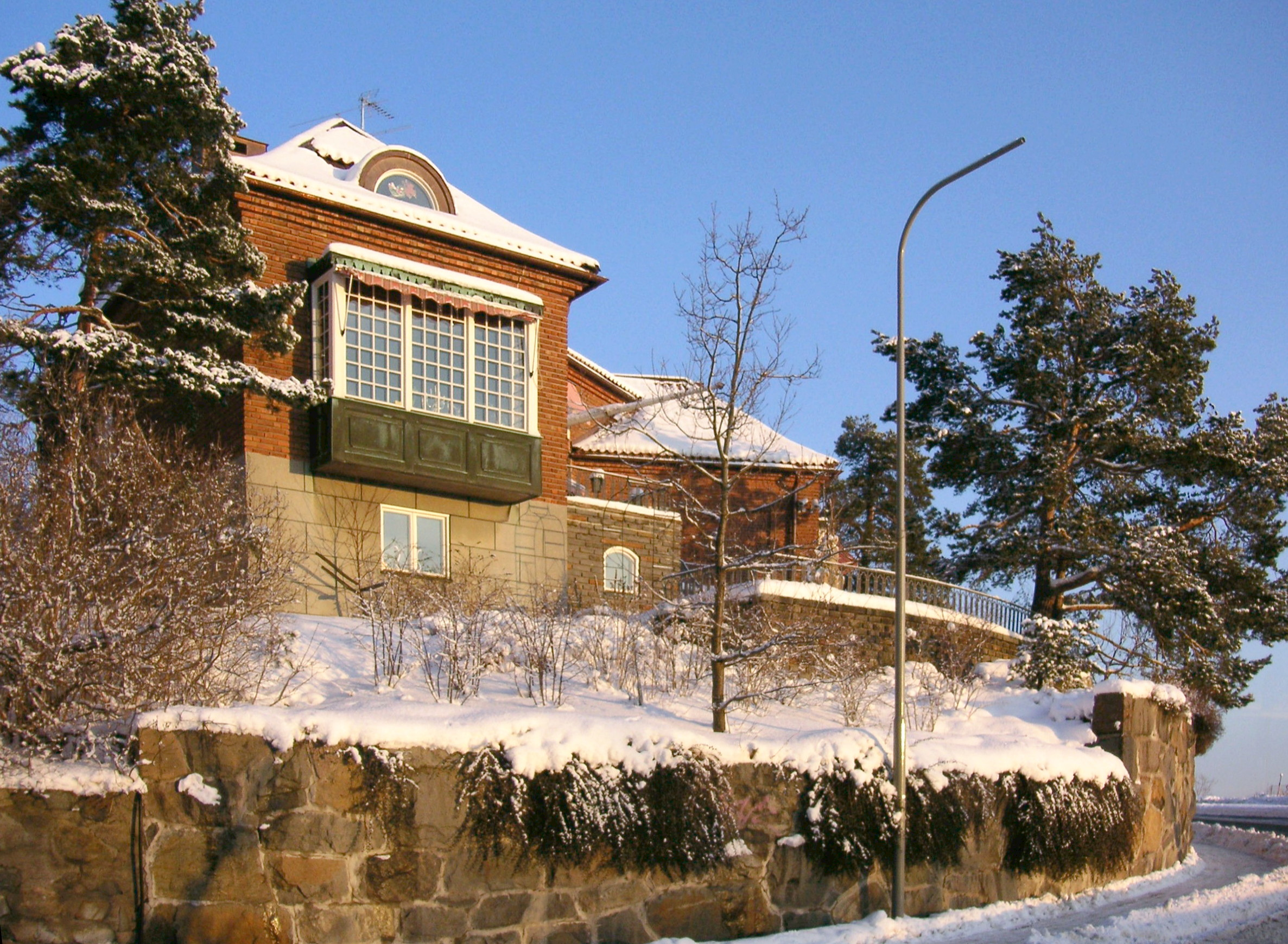
Villa på Stora Essingen
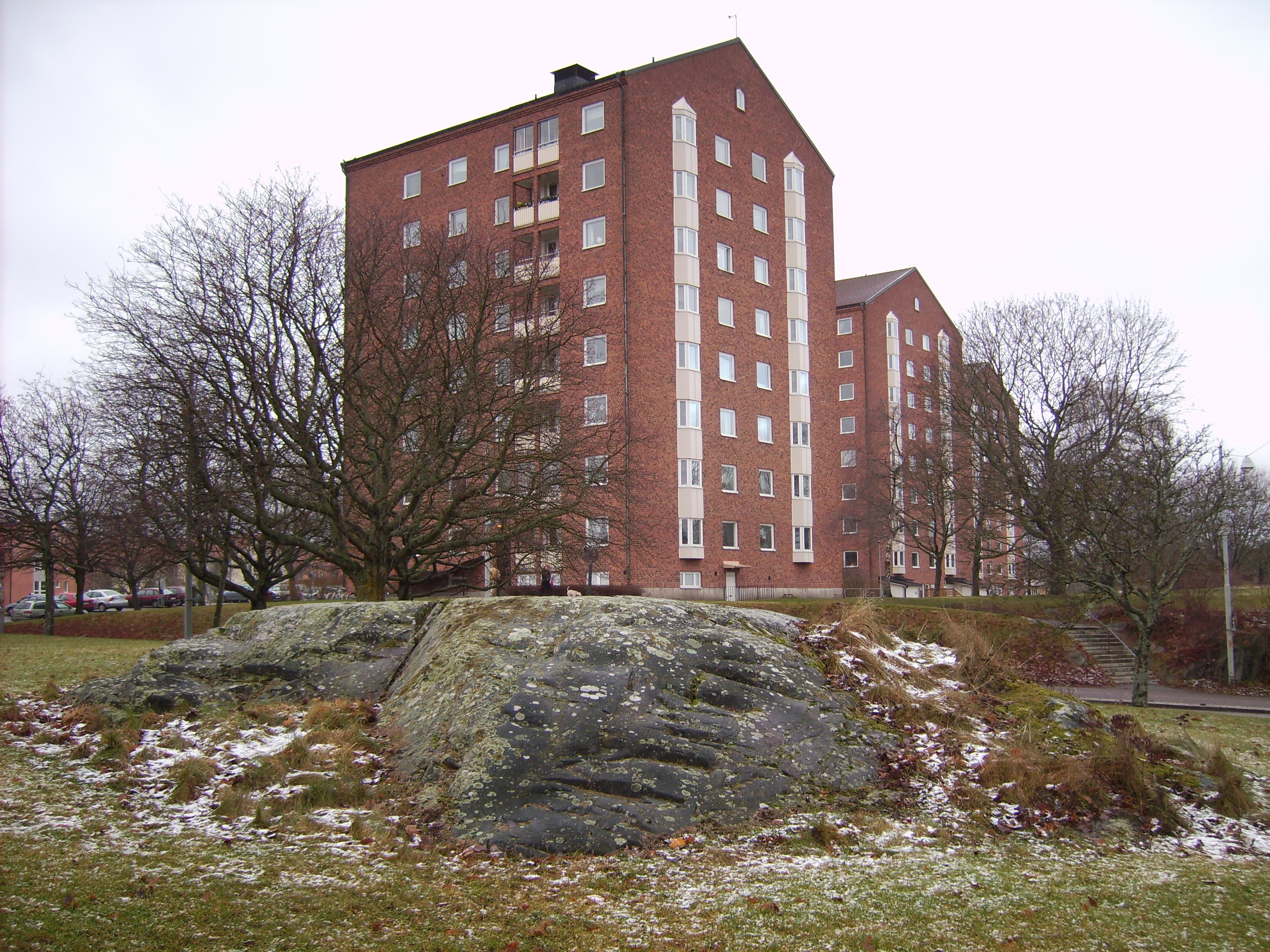
Flerbostadshus Såpkullen i Norrköping.
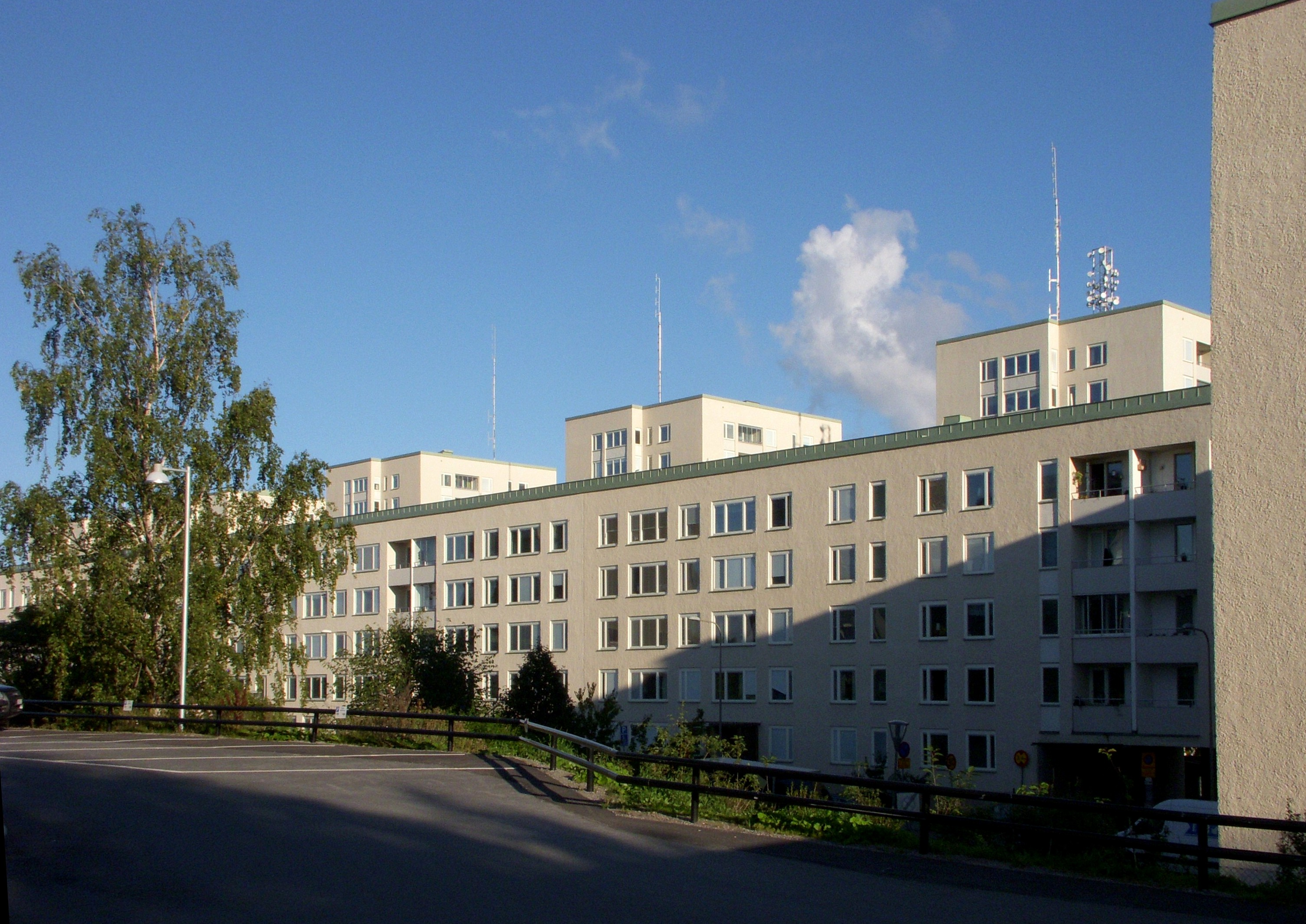
Flerbostadshus på Nybohovsberget i Stockholm.
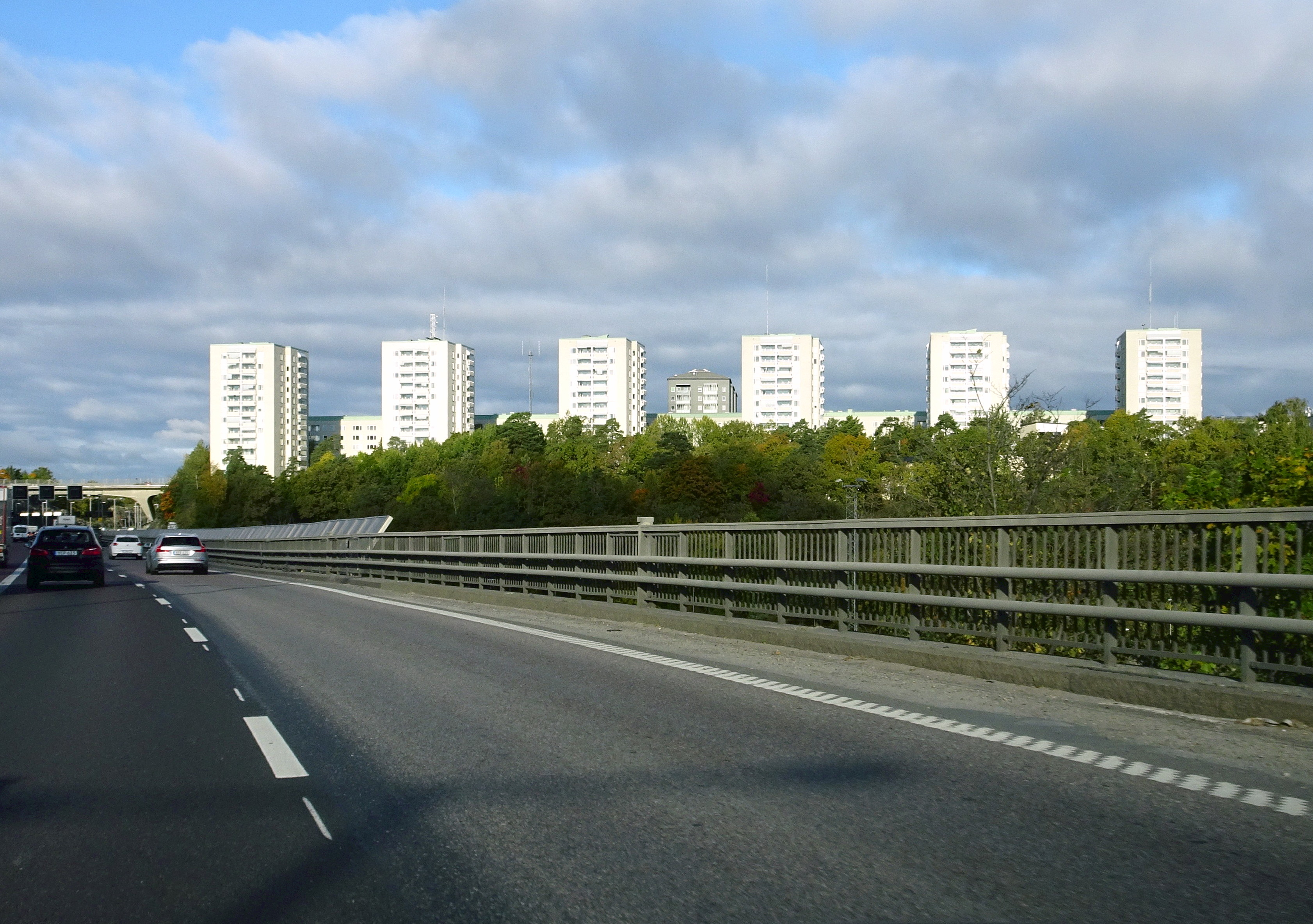
Nybohovsbergets sex punkthus sedda från Essingeleden.